# Yoshizumi Ogawa
Yoshizumi Ogawa (小川 佳純?, Ogawa Yoshizumi; Tokyo, 25 agosto 1984) è un allenatore di calcio ed ex calciatore giapponese, di ruolo centrocampista, collaboratore tecnico del Sagan Tosu.

## Palmarès

### Club
- Campionato giapponese: 1

Nagoya Grampus: 2010

### Individuale
- Miglior giovane della J.League: 1

2008